# Leah McFall
Leah McFall (nascida em 01 de julho de 1989) é uma cantora, compositora e estudante de moda da Irlanda do Norte, nascida e criada em Newtownabbey, Irlanda do Norte. Ela foi vice-campeã da segunda série do show de talentos da BBC, The Voice.

## Início da vida
Leah começou sua carreira cantando em sua igreja local, Glenabbey, com a idade de seis anos. Ela era uma aluna em Antrim Grammar School. Ela agora reside em Londres. Durante sua infância ouvia Motown, jazz, gospel, folk e música pop, que foi reproduzida em torno da casa da família. Leah foi influenciada por tudo que ela ouviu, e isso se reflete tanto em seu estilo de escrita quanto no vocal. Depois de anos em torno da Irlanda do Norte, Leah mudou-se para Londres para seguir o seu sonho e ir para a faculdade de arte. Depois de apenas seis meses lá, ela estava tocando no famoso clube de jazz Ronnie Scott's Jazz Club.

## Discografia

### Extended plays
| Título         | Detalhes do álbum                                                                             |
| -------------- | --------------------------------------------------------------------------------------------- |
| Frills and Fur | - Lançamento: 21 de novembro de 2010 - Gravadora: Independente - Formato(s): Download digital |

### Singles
| Título                 | Ano  | Tabelas musicais | Álbum              |
| Título                 | Ano  | UK               | Álbum              |
| ---------------------- | ---- | ---------------- | ------------------ |
| "Home" (com will.i.am) | 2014 | 56               | Weird to Wonderful |

### Singles promocionais
| "I Will Survive"                                               | 2013 | 8  | 39 | 13 | Single sem álbum |
| "Killing Me Softly"                                            | 2013 | 36 | —  | —  | Single sem álbum |
| "I Will Always Love You"                                       | 2013 | 43 | —  | —  | Single sem álbum |
| "—" denota single que não entrou na tabela ou não foi lançado. |      |    |    |    |                  |

### Outras aparições
| Single                                  | Ano  | Álbum                            |
| --------------------------------------- | ---- | -------------------------------- |
| "Bang Bang" (will.i.am com Leah McFall) | 2013 | Now That's What I Call Music! 86 |

### Vídeos musicais
| Título                     | Ano       | Diretor(es)                |
| -------------------------- | --------- | -------------------------- |
| "No Ordinary Love"         | 2014 2011 | noMSG                      |
| "Home" "Sing me the Blues" | 2014 2011 | Elisha Smith-Leverock ???? |

## Turnês
Ato de abertura
- #willpower Tour (2013) (will.i.am)
- Forestry Tour (2014) (Jessie J)